# 9791 Kamiyakurai
9791 Kamiyakurai è un asteroide della fascia principale. Scoperto nel 1995, presenta un'orbita caratterizzata da un semiasse maggiore pari a 2,3023932 au e da un'eccentricità di 0,0704578, inclinata di 8,79656° rispetto all'eclittica.
L'asteroide è dedicato al monte Yakuraisan presso la cittadina giapponese di Kami.